# Gillis Grafström
Gillis Emanuel Grafström  (* 7. Juni 1893 in Stockholm; † 14. April 1938 in Potsdam) war ein schwedischer Eiskunstläufer, der im Einzellauf startete. Er ist der Olympiasieger von 1920, 1924 und 1928 und der Weltmeister von 1922, 1924 und 1929. 

## Werdegang
Bei seinen ersten Olympischen Spielen in Antwerpen brach ihm eine Schlittschuhkufe. Diese konnte man vor Ort nicht ersetzen. Daraufhin musste er in die Stadt und kaufte sich ein Paar altmodische Schlittschuhe. Er gewann trotzdem. Vier Jahre später verteidigte er seinen Titel in Chamonix knapp vor seinem härtesten Konkurrenten Willy Böckl. Dabei gewann er die Pflicht, unterlag Böckl aber in der Kür. 1928 in St. Moritz gewann er zum dritten Mal in Folge olympisches Gold. Wieder kam es dabei zum Aufeinandertreffen mit Böckl. Trotz einer Knieverletzung konnte er Böckl sowohl in der Pflicht wie auch der Kür schlagen, allerdings äußerst knapp. Bis heute ist Grafström mit drei Olympiasiegen Rekordhalter in der Eiskunstlauf-Herrenkonkurrenz. Bei seinen letzten Olympischen Spielen 1932 in Lake Placid kollidierte er auf dem Eis mit einem Fotografen und wurde Zweiter hinter Karl Schäfer. Damit ist Grafström der erfolgreichste Eiskunstläufer in der olympischen Geschichte und der einzige Eiskunstläufer, der bei Olympischen Spielen vier Medaillen in der Einzeldisziplin erringen konnte.
1914 hatte Grafström erstmals an einer Weltmeisterschaft teilgenommen und belegte den siebten Platz. Von 1915 bis 1921 fanden aufgrund des Ersten Weltkriegs keine Weltmeisterschaften statt. Bei der ersten Weltmeisterschaft nach dieser Pause wurde Grafström in Stockholm Weltmeister vor Fritz Kachler. Nur zweimal nahm er aufgrund seiner beruflichen Tätigkeit als Architekt in Berlin danach noch an Weltmeisterschaften teil: 1924 in Manchester und 1929 in London. Beide Male wurde er Weltmeister, erst vor Willy Böckl und dann vor Karl Schäfer. Grafström nahm nie an einer Europameisterschaft teil.
Grafström war einer der besten Pflichtläufer, die es je gab. Er kreierte außerdem die Grafström-Pirouette (auf der hinteren Außenkante der Kufe gedreht), die eingesprungene Sitzpirouette und sprang als erster den Axel-Paulsen (Sprung im Eiskunstlaufen) wirklich sicher. Er galt als äußerst eleganter Läufer mit enormem Musikgefühl. Er trainierte auch Sonja Henie.
Von 1925 bis zu seinem Tod lebte Gillis Grafström in Potsdam. Er trainierte hier auf dem Bornstedter See, wenn der zugefroren war, oder in Berlin auf der Kunsteisbahn im Volkspark Friedrichshain. 1929 wurde er mit der Svenska-Dagbladet-Goldmedaille geehrt.
Grafström studierte Architektur an der Technischen Hochschule Berlin und arbeitete anschließend als Architekt. Er sammelte Grafiken, Gemälde und Skulpturen zum Thema Eislaufen und wirkte zudem als Schriftsteller, Maler und Graphiker.
Am 9. Februar 1938 heiratete Gillis Grafström in Potsdam Cécile, geb. von Mendelssohn Bartholdy, geschiedene Oppenheim (1898–1995), Tochter des Bankiers Otto von Mendelssohn Bartholdy. Gut zwei Monate später starb er, 44-jährig, an einer Blutvergiftung und wurde auf dem Bornstedter Friedhof in Potsdam begraben. Seine Witwe führte seine Sammlung zum Thema Eislaufen fort. Heute befindet sich diese Sammlung im World Figure Skating Museum (Welteiskunstlaufmuseum) in Colorado Springs in den USA.
Nach Grafström ist in Potsdam eine Straße benannt. 1976 wurde er in die Eiskunstlauf Hall of Fame aufgenommen.

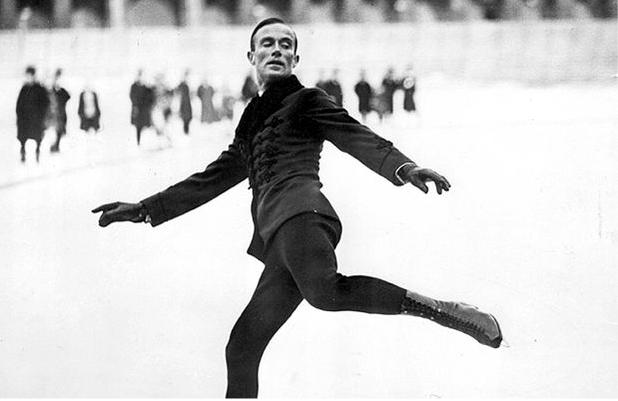
Gillis Grafström bei den Olympischen Spielen 1924 in Chamonix

## Ergebnisse
| Wettbewerb / Jahr           | 1914 | 1917 | 1918 | 1919 | 1920 | 1922 | 1924 | 1928 | 1929 | 1932 |
| --------------------------- | ---- | ---- | ---- | ---- | ---- | ---- | ---- | ---- | ---- | ---- |
| Olympische Spiele           |      |      |      |      | 1.   |      | 1.   | 1.   |      | 2.   |
| Weltmeisterschaften         | 7.   |      |      |      |      | 1.   | 1.   |      | 1.   |      |
| Schwedische Meisterschaften |      | 1.   | 1.   | 1.   |      |      |      |      |      |      |